# 沉著蛻變
《沉著蛻變》是澳大利亚流行摇滚乐队到暑五秒的第4張錄音室專輯，於2020年3月27日通過新視鏡唱片發行。